# Una donna spezzata
Una donna spezzata è una raccolta di racconti del 1967 di Simone de Beauvoir.
Dal primo racconto omonimamente intitolato la Rai ha tratto uno sceneggiato per la regia di Marco Leto, trasmesso nel 1989.

## Trama
Il libro è diviso in tre parti, tre racconti aventi ognuno per protagonista una donna: una casalinga, una celebre studiosa di letteratura francese, una madre abbandonata. Ognuna arrivata ad un punto di crisi e di svolta della propria vita.
Nel primo racconto, Una donna spezzata, la casalinga Monique scopre che il marito ha un'altra relazione. Nonostante ciò faccia vacillare tutto ciò in cui aveva creduto fino ad allora, permette che quest'infatuazione possa avere un seguito. Tra alti e bassi però il legame del marito con la rivale sembra rafforzarsi e ogni sua azione sembra peggiorare la situazione. Sola, demotivata e invecchiata, arriverà a doversi reinventare un futuro di cui ignora gli sviluppi. 
Nel secondo racconto, L'Età della discrezione, una scrittrice di sinistra vive col marito ormai in terza età una tranquilla esistenza, finché si scontra con l'amato figlio che sembra tradire i valori con cui era stato educato. La sua intransigenza, l'insuccesso del suo ultimo libro e l'età ormai avanzata la mettono in crisi, facendo cadere le certezze fino ad allora così radicate. 
Il terzo racconto, Monologo, è il monologo di una donna insoddisfatta della propria vita: infastidita dal chiasso durante la notte di Capodanno, inizia a confidare le sue insoddisfazioni e amarezze: si scopre gradualmente che sua figlia si è suicidata, che le è stata tolta la custodia del figlio, che i suoi "ex" si rifiutano di ascoltarla e che il rapporto con la madre è oramai inesistente.